# ハーマン・メルヴィル
ハーマン・メルヴィル（Herman Melville、1819年8月1日 - 1891年9月28日）は、アメリカの作家、小説家。ニューヨーク出身。代表作は『白鯨』など。

## 略歴
ニューヨークの裕福な食料品輸入商の三男として生まれる。11歳の頃、家の経済状態が悪化し、母の実家（ニューヨーク州の州都オールバニー）に移り住む。2年後、父が多額の借金を残して死亡。ハーマンは学校を中退しニューヨーク州立銀行で働き、16歳で教員の資格を取ったのち短いあいだ小学校の教員を務め、また測量土木の技師を志すが、債権者に迫られるほど家計が逼迫したため一家はオールバニーにほど近いランシンバーグに夜逃げする。しかし移転先でも生活が成り立たなくなると、止む無く1839年に兄の紹介で船員となる。
1840年、捕鯨船アクシュネット号の乗組員となり、翌年南太平洋へ航海、きびしい環境に嫌気が差し1842年7月9日、マルケサス諸島のヌク・ヒバ島で仲間と脱走、タイピー渓谷に住む先住民タイピー族に出会い、そこで約１ヶ月滞在する（その経験が小説『タイピー』の元となる）。8月にオーストラリアの捕鯨船ルーシー・アン号に救われるが、タヒチ島で乗組員の暴動に巻き込まれイギリス領事館に逮捕される。10月にはここからも脱走しエイメオ島（現在のモーレア島）に隠れる。この波乱万丈な航海は、11月、アメリカ捕鯨船チャールズ・アンド・ヘンリー号に救われ、翌1843年4月ハワイに着くまで続き、その後の彼の作品に大きな影を落とした。
ホノルル滞在中の1843年8月、アメリカ海軍フリゲート艦ユナイテッド・ステーツ号の水兵に採用され、翌1844年ランシンバーグに帰郷する。留守中に実家は家計もよくなり兄弟も独立していた。暮らしに余裕の出来たハーマンは文筆業で身を立てようと、当時流行していた海洋小説に手を染め、マルケサス諸島の体験を元に1845年処女作『タイピー』を発表。1850年、メルヴィルは『Hawthorne and His Mosses』でナサニエル・ホーソーンを絶賛し、二人の交友が始まる。翌年『白鯨』を発表するなど精力的に創作活動を続けるが、諸作品はことごとく評価されず、文筆で身を立てることは出来なかった。そこで外国の領事館や海軍に職を求めるが雇い口は見つからず、生活に追われながら細々と小説を発表する状態が続く。1866年には、72編からなる詩での南北戦争についての見聞録「en:Battle Pieces and Aspects of the War」を制作した。
1866年12月、妻の親戚のつてでようやくニューヨーク税関の検査係の職を得るも、子供4人の内、長男マルコムのピストル自殺、自宅の焼失、次男スタンウィクスの出奔(1886年サンフランシスコで客死）などの不幸が続く。1891年に死去、遺作に中編小説『ビリー・バッド』。

## 著作の再評価
難解な作風のため、一部の愛好者を除いて無視され続けていたメルヴィルの作品は、死後30年を経た1921年に再評価の動きがおこる。この年、レイモンド・ウィーバ著『ハーマン・メルヴィル　航海者にして神秘家』が発表され、メルヴィルの評価は上昇し、『メルヴィル著作集』全16巻の刊行、『白鯨』の映画化（グレゴリー・ペック主演作など複数）などが行われる。メルヴィルの存命中に考えられなかったことに、今やアメリカを代表する文学者として世界中に知られるようになった。サマセット・モームの『世界の十大小説』に入っている。
存命中は『白鯨』など主な作品はあまりの悲劇性、象徴性のためにまともな評価はされず､本人はずっと税関で働いて暮らしを立てていた。没後に、エマースンやソロー、ホーソーン、ポー、ホイットマンと並ぶ、アメリカ・ルネサンスの作家の一人として、日本語訳も多く刊行された。

## 日本語訳の移り変わり
日本人研究者の古典となった酒本雅之『アメリカ・ルネッサンスの作家たち』から、アメリカン・ルネサンスの再評価を試みる『アメリカン・ルネサンスの現在形』多くがある。
詩人の原光が、八潮出版社で『イスラエル・ポッター』ほか数作を翻訳。
- ハーマン・メルヴィル 著、原光 訳『イスラエル・ポッター : 流浪五十年』〈アメリカの文学24〉2000年7月。 NCID BA47669599。
- 原光 訳『メルヴィル選集I : 短編集』〈サボテン叢書〉1991年。 NCID BN06909332。
- ハーマン・メルヴィル 著、原光 訳『白鯨』八潮出版社〈アメリカの文学21〉、1994年9月。 NCID BN11308761。
- ハーマン・メルヴィル 著、原光 訳『メルヴィル中短篇集』八潮出版社〈アメリカの文学22〉、1994年9月。 NCID BN13878137。
- ハーマン・メルヴィル 著、原光 訳『詐欺師』〈アメリカの文学23〉1997年7月。 NCID BA31612774。

- 『クラレル : 聖地における詩と巡礼』須山静夫訳[8]（南雲堂、1999年）

初版1876年（上・下巻）で、アメリカ文学でもっとも長編の叙事詩とされる
- 『ピエール：黙示録よりも深く』上・下、牧野有通訳、幻戯書房〈ルリユール叢書〉、2022年
- 『南北戦争詩集 近代総力戦へのまなざし』 牧野有通、宇野雅章、斎木郁乃、貞廣真紀訳、小鳥遊書房、2025年

### 全集版
阿部知二訳による『白鯨』『代書人バートルビー』をふくむ筑摩書房版〈世界文学全集〉は1960年、1967年、1970年、1972年と多くの版で刊行された。

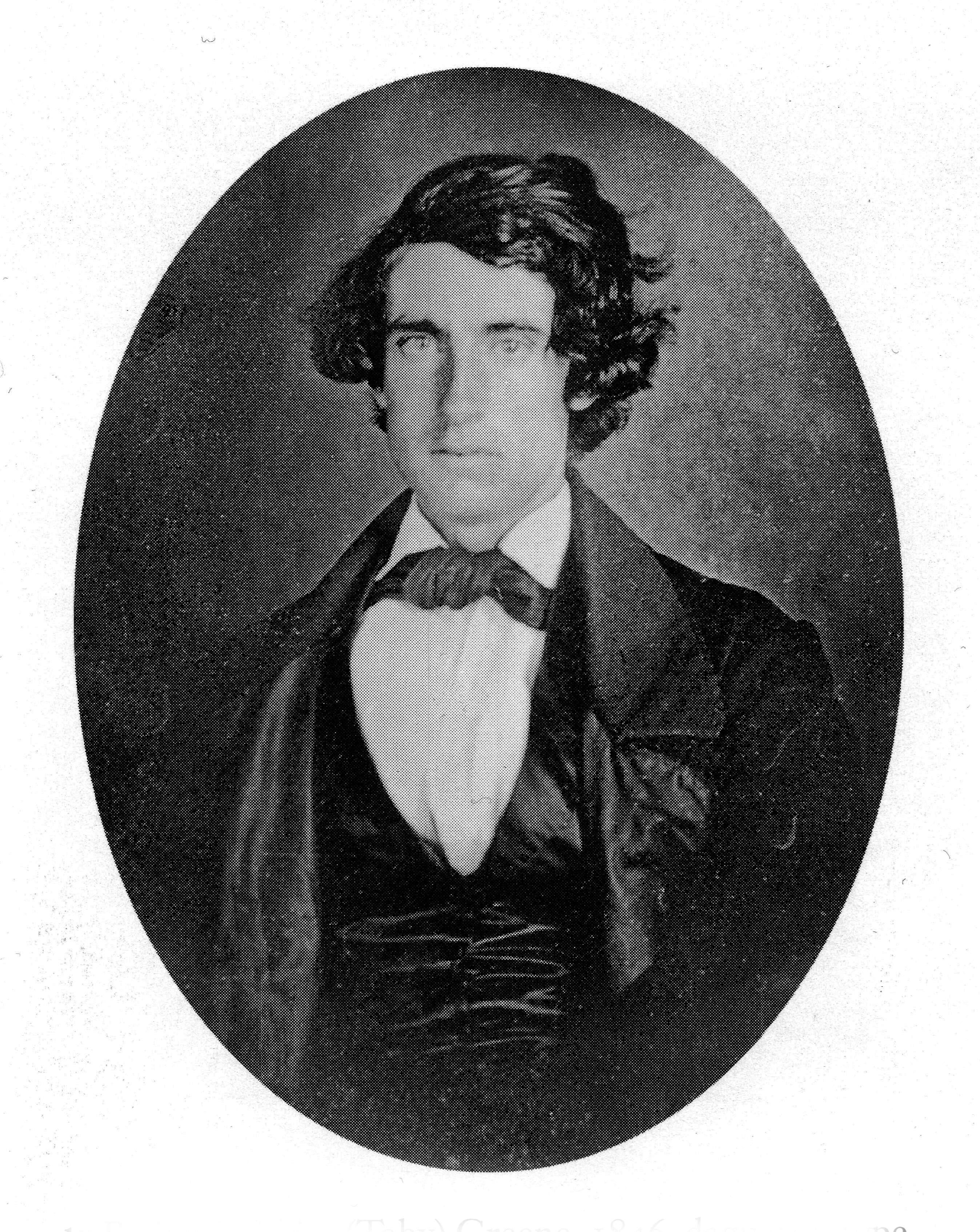
同じ船に乗り組んだリチャード・グリーン。『タイピー』にトビーとして登場

- 阿部知二 訳『メルヴィル』筑摩書房〈世界文學大系 32〉、1960年9月。
- 阿部知二 訳『メルヴィル』筑摩書房〈世界文学大系 24〉、1967年2月。
- 阿部知二 訳『メルヴィル集』筑摩書房〈世界文学大系 24〉、1970年11月。
- 阿部知二 訳『メルヴィル』筑摩書房〈筑摩世界文學大系 36〉、1972年10月。

集英社〈世界文学全集〉の『白鯨』は、新旧の訳があり、新版で『タイピー』土岐恒二訳を収録。
- 阿部知二訳『白鯨』は1971年版。阿部知二 訳『白鯨』綜合社 (編集)、集英社〈世界文学全集36〉、1971年。 NCID BN15222930。
- 幾野宏訳『白鯨』は1980年版。幾野宏 訳『白鯨』集英社〈世界文学全集38〉、1980年10月。 NCID BN00755440。
- 土岐恒二訳『タイピー』1979年版。土岐恒二 訳『タイピー、バートルビー』集英社〈世界文学全集39〉、1979年。 NCID BN06473714。
- 同上『タイピー』1986年版。『タイピー』集英社〈世界文学全集14〉、1986年。 NCID BN15222930。

坂下昇訳版の『メルヴィル全集』（国書刊行会 全11巻、1981-83年）は、訳文は独特な難解さである。以下は一覧
- 第1巻 坂下昇 訳『タイピー』国書刊行会〈メルヴィル全集〉、1981年12月。 NCID BN03604612。 原題 Typee : a peep at Polynesian life
- 第2巻 Herman Melville 著、坂下昇 訳『オムー』国書刊行会〈メルヴィル全集〉、1982年3月。 NCID BN03604769。 原題 Omoo : a narrative of adventures in the south seas
- 第3巻 Herman Melville 著、坂下昇 訳『マーディ (上)』国書刊行会〈メルヴィル全集〉、1981年。 NCID BN03604871。 原題 Mardi and a voyage thither
- 第4巻 坂下昇 訳『マーディ (下)』国書刊行会〈メルヴィル全集〉、1981年。 NCID BN03604871。 原題 Mardi and a voyage thither
- 第5巻 坂下昇 訳『レッドバーン』国書刊行会〈メルヴィル全〉、1982年6月。 NCID BN03604984。 原題 Redburn : his first voyage
- 第6巻 坂下昇 訳『白いジャケツ』国書刊行会〈メルヴィル全集〉、1982年7月。 NCID BN03605069。 原題 White-jacket : or, the world in a man of war
- 第7巻 Herman Melville 著、坂下昇 訳『白鯨』国書刊行会〈メルヴィル全集〉、1982年12月。 NCID BN03605240。 原題 Moby-Dick : or, the whale
- 第8巻 坂下昇 訳『白鯨』国書刊行会〈メルヴィル全集〉、1983年2月。 NCID BN03605240。 原題 Moby-Dick : or, the whale
- 第9巻 坂下昇 訳『ピエール』国書刊行会〈メルヴィル全集〉、1981年6月。 NCID BN03627800。 原題 Pierre : or, the ambiguities
- 第10巻 坂下昇 訳『ビリー・バッド他』国書刊行会〈メルヴィル全集〉、1982年10月。 NCID BN03605433。 原題 Billy Budd, Israel Potter
- 第11巻 坂下昇 訳『信用詐欺師』国書刊行会〈メルヴィル全集〉、1983年4月。 NCID BN03605535。 原題 The confidence-man, his masquerade

各巻に折込の小冊子。第6巻には池田孝一が寄せた『事実と虚構—「白いジャケツ」の背景』が付いていた。『月報』国書刊行会〈メルヴィル全集〉。
坂下昇訳は岩波文庫でも以下刊行。

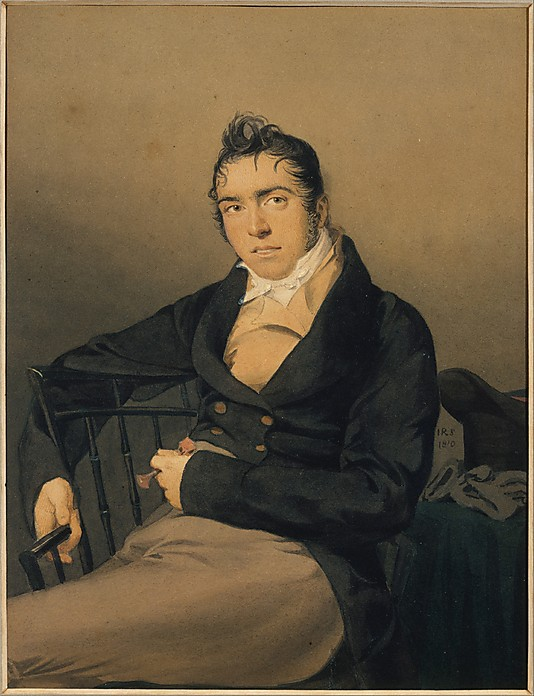
メルビルの父アラン・メルビル (1782–1832) 。『ピエール』に主人公の父の肖像として使用。(メトロポリタン美術館収蔵)

- 坂下昇 訳『ビリー・バッド』岩波文庫 赤 308-4、1976年1月。
- 坂下昇 訳『幽霊船　他一篇』岩波文庫 赤 308-5、1979年12月。他は『バートルビー』

国書刊行会で『乙女たちの地獄 メルヴィル中短篇集』2冊も刊行。
- 小池滋; 志村正雄; 富山太佳夫, eds (1983). 乙女たちの地獄 : H.メルヴィル中短篇集 (1) [The tartarus of maids : great short works of Herman Melville]. ゴシック叢書. 24. 国書刊行会. NCID BN02682596
- 小池滋; 志村正雄; 富山太佳夫, eds (1983). 乙女たちの地獄 : H.メルヴィル中短篇集 (2) [The tartarus of maids : great short works of Herman Melville]. ゴシック叢書. 25. 国書刊行会. NCID BN02682596

### 研究誌
- 『Sky-hawk』、明治大学メルヴィル研究会、1985年1月、NCID AA12078565。 1号（1985年）から15号（1999年）で終刊。責任表示と出版者を改めて再刊行。
- Sky-hawk (New series) (日本メルヴィル研究センター). (2000). NCID AA12714418. 16号（2000年）から28号（2004年）以降、刊行中。

## 作品
- 『タイピー』[注 1]"Typee", 1846年
- 『オムー』[注 2]"Omoo", 1847年
- 『マーディ』"Mardi and a Voyage Thither", 1849年
- 『レッドバーン』"Redburn, His First Voyage", 1849年
- 『白いジャケツ』"White-Jacket", 1850年
- 『ホーソーンとその苔』"Hawthorne and His Mosses", 1850年
- 『白鯨』[注 3]"Moby-Dick", 1851年
- 『ピエール』[注 4]"Pierre or the Ambiguities", 1852年
- 『代書人バートルビー』[注 5]"Bartleby the Scrivener", 1853年
- 『エンカンタダス-魔の島々』"The Encantadas, or Enchanted Isles", 1854年
- 『イスラエル・ポッター』"Israel Potter", 1855年
- 『ベニート・セレーノ』"Benito Cereno", 1855年
- 『短篇集』"The Piazza Tales" 1856年
- 『詐欺師』"The Confidence-Man" 1857年
- 『クラレル　聖地における詩と巡礼』[注 6]"Clarel : A Poem and Pilgrimage in the Holy Land", 1876年
- 『ビリー・バッド』[注 7]"Billy Budd, Sailor", 1924年